# Giovanni Lorenzo Lucchesini
Pour les articles homonymes, voir Lucchesini.
Giovanni Lorenzo Lucchesini est un jésuite et homme de lettres italien, né à Lucques le 17 juillet 1638 et mort le 28 février 1716 à Rome.

## Biographie
Né à Lucques en 1638, d’une famille noble, il fut chargé d’enseigner les belles-lettres et la philosophie. Il s’acquitta de cet emploi avec beaucoup de distinction et fut appelé à Rome pour y professer la rhétorique. Ses talents lui méritèrent la confiance du Sacré Collège, il fut nommé membre de la consulte des rites et de la commission chargée de l’examen des sujets présentés pour l’épiscopat. Giovanni Lorenzo Lucchesini mourut à Rome le 28 février 1716. Le P. Lucchesini était à la fois un savant théologien et un littérateur estimable.

## Œuvres
- Compendium vitæ admirabilis S. Rosæ de S. Maria, Rome, 1665, in-24. Ce petit ouvrage eut un succès étonnant ; il s’en fit en Italie plusieurs éditions, qui furent enlevées rapidement, et il a été traduit en français, en espagnol, en portugais, en polonais et en hindi.
- Nova copia et series centum evidentium signorum veræ fidei, Rome, 1688, in-4°. C’est un traité des preuves de la vérité de l’Église catholique.
- Demonstrata impiorum insania, ibid., 1688, in-4° ;
- Saggio della sciocchezza di Nic. Machiavelli, ibid., 1697, in-4°. C’est une réfutation des principes de Nicolas Machiavel, auxquels il oppose les maximes de Salomon sur l’art de régner.
- Roma guida al cielo, cioè memoria locale de’ segni manifesti della vera a fede, etc., ibid., 1698, in-12 ;
- Sylvarum liber seu exercitationes oratoriæ et poeticæ, ibid., 1671, in-12 ;
- Specimen didascalici carminis et satyræ, ibid., 1672, in-12 ;
- Encyclopædia, panegyrici et satyræ, libri tres, ibid., 1708, in-8°. Dans le premier livre, qu’il a intitulé Encyclopédie, il cherche à prouver qu’un philosophe ou un théologien doit être nécessairement rhéteur et versé autant qu’un orateur ou un poète dans la connaissance de toutes les sciences divines et humaines ; il donne ensuite un traité de rhétorique en vers. Les deux livres suivants renferment les panégyriques et les satires qu’il avait déjà publiés séparément.